# Dolichopeza (Prodolichopeza) ata
Dolichopeza (Prodolichopeza) ata is een tweevleugelige uit de familie langpootmuggen (Tipulidae). De soort komt voor in het Oriëntaals gebied.